# Eva Brems
Pour les articles homonymes, voir Brems.
Eva Brems, née en 1969 à Louvain, est une universitaire belge, professeure de droits de l'Homme à l'Université de Gand. De 2006 à 2010, elle est également présidente d'Amnesty International en Flandre. Le 6 juillet 2010, elle devient députée fédérale durant la 53e législature de la Chambre des représentants de Belgique en tant que membre du parti politique Groen et ce jusqu'au 25 mai 2014. Désenchantée, elle mit un terme à sa carrière politique à la fin de son mandat pour se consacrer à plein temps au monde académique.
En 2007, Eva Brems se fait connaître du grand public en figurant à la troisième place lors de la sixième saison du jeu télévisé flamand intitulé De Slimste Mens ter Wereld ( « La personne la plus intelligente du monde » ). En 2012, elle est la seule élue à avoir voté contre la "loi anti-burqa" au sein de la  Chambre des représentants de Belgique.
Eva Brems est à l'origine de la création du « Human Rights Centre » de l'Université de Gand et de sa clinique juridique en Droits de l’Homme.

## Parcours académique
Eva Brems commence ses études de droit à l'Université de Namur (équivalent bachelier 1987–1989) et les poursuit à la Katholieke Universiteit Leuven (KUL) (équivalent master 1989–1992), avec un trimestre en Erasmus à l'Université de Bologne en Italie.
Grâce à une bourse obtenue par la Belgian American Educational Foundation (BAEF), elle obtient un Master of Laws à l'Université de Harvard.
Par la suite, elle dépose une thèse de doctorat à la KUL sur le thème : Human Rights : Universality and Diversity. Sa carrière de doctorante et de chercheuse se poursuit dans cette même institution où elle devient assistante en 1999 tout en assumant un poste de conférencière à l'Université de Maastricht (1999-2000).
En 2000, Eva Brems devient professeur ordinaire à l'Université de Gand, où elle enseigne les droits de l'Homme, les droits du genre et un cours sur le thème « Islam et droit ».

## Parcours politique
Élue députée fédérale du 6 juillet 2010 au 25 mai 2014, à la suite des élections législatives fédérales belges de 2010, Eva Brems a aussi poussé la liste Groen durant les élections communales et provinciales belges d'octobre 2012 au niveau de la province du Brabant flamand et de la commune de Louvain. Elle fut élue dans les deux cas, mais choisit de ne pas siéger ni au conseil communal, ni à la province.

## Autres activités professionnelles
Eva Brems a été membre des comités de rédaction de plusieurs revues juridiques, dont le Journal européen des droits de l'homme.

## Publications
Pour une liste complète des publications de Eva Brems : voir la page bibliographique de Eve Brems publiée sur le site de l'Université de Gand